# Anisocitosi
L'anisocitosi è la presenza nel sangue di globuli rossi di diversa dimensione, può essere dovuta alla presenza di macrociti e microciti; questo fenomeno è frequente nelle anemie.

## Ricerca clinica
Secondo alcuni studi effettuati sui ratti, grazie all'anisocitosi si potrebbe predire la nascita di forme leucemiche.

## Terapia
Per normalizzare alcune forme di anemie con anisocitosi può risultare sufficiente una dieta con supplemento di vitamina B6